# Мол, Михил
Михил Мол (нидерл. Michiel Mol, р. 4 августа 1969 года, Делфт, Нидерланды) — предприниматель, учредитель XCOR Space Expeditions, интернет-предприниматель.

## Биография
Михил Мол – партнер-учредитель компании XCOR Space Expeditions (ранее – Space Expedition Corporation (SXC)) и член Совета директоров XCOR Aerospace.
Окончив Лейденский университет (Нидерланды) по специальности «Информатика и математика», он основал свою собственную компанию Lost Boys international (LBi). Кроме того, он учредил рекламное агентство Media Republic и компанию по разработке компьютерных игр Guerilla Games, создавшую серию игр Killzone для PlayStation.
Этот мужчина тесно связан с «Формулой-1»: в настоящий момент он является совладельцем команды «Сахара Форс Индия» (Sahara ForceIndia F1 Team) и членом совета директоров команды «Супер Агури» (SuperAguri Formula E Team).
Помимо участия в автоспорте, г-н Мол является, среди прочего, членом Консультационного совета рекламного агентства The Communication Company и Humin.

## Образование
Лейденский университет – «Информатика и математика»

## Предпринимательская деятельность
- Space Expedition Corporation – соучредитель
- XCOR – член Совета директоров
- Sahara ForceIndia F1 Team– соучредитель и член Совета директоров
- Lost Boys international – учредитель
- Media Republic – соучредитель
- Guerrilla Games - учредитель
- Super Aguri Formula E Team – член совета директоров
- Humin – Консультационный совет
- The Communication Company – Консультационный совет